# امامزاده شمس‌الدین کوات
ساختمان آرامگاه امامزاده شمس‌الدین کوات ساری مربوط به دوره قاجار است و در دهستان پشتکوه بخش چهاردانگهٔ شهرستان ساری واقع شده است. سازندهٔ آرامگاه، «علی‌اصغر خان اتابک» آخرین صدراعظم ناصرالدین شاه است که مادر وی اهل روستای کوات بود. این اثر تاریخ ۳ دی ۱۳۸۵ به‌عنوان یکی از آثار ملی ایران به ثبت رسیده است.
این امامزاده نیای هفتم میر عمادالدین محمود است و تبارش با ۱۱ میانجی به موسی کاظم می‌رسد.